# 范石生
范石生（1887年—1939年3月17日）字筱泉（又作小泉），号小翁，云南省河西县西乡小街（今峨山彝族自治县小街街道）人，中华民国军事将领。

## 生平

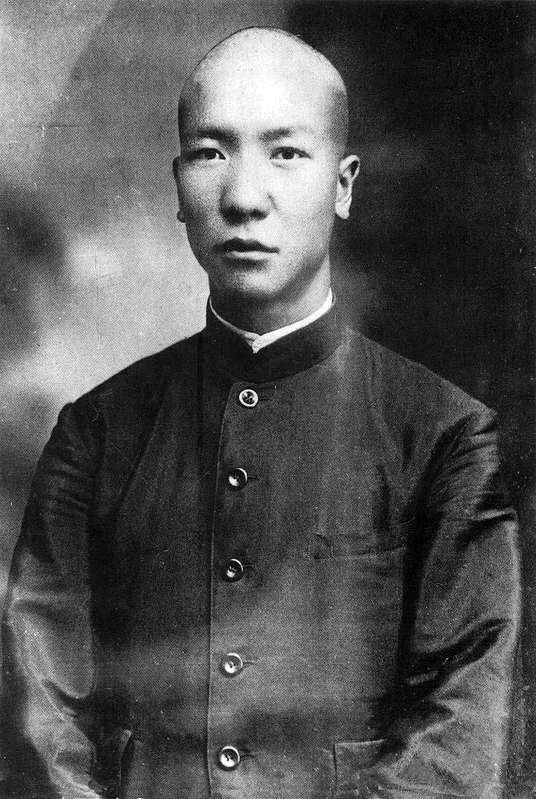

### 早年生涯
范石生早年随父亲读书，后从伯父兼学中医。1903年中秀才。后入云南优级师范学堂，其间加入中国同盟会。毕业后，在普洱两等小学堂任教，后因病辞职，回家乡治疗。病愈后，范石生赴昆明，经世交李鸿祥介绍入新军蔡锷部任文书。后来，范石生于1909年考入云南陆军讲武堂丙班。因为成绩优异，范石生和朱德等人同时被选入特别班。范石生和同学朱德、邓泰中、杨蓁等结拜为兄弟。
1911年毕业后，范石生到新军第十九镇七十五标任见习排长，见习期满后转为少尉排长。同年10月武昌起义爆发。10月28日，蔡锷、谢汝翼、刘存厚、范石生、杨蓁等十多人秘密开会，决定1911年10月30日举行起义，推蔡锷任起义军总司令。范石生、杨蓁因已秘密联络驻巫家坝的七十三标、七十四标，故持枪护送蔡锷赴巫家坝。昆明重九起义胜利后，随即派军队开赴滇南，范石生随赵复祥部赴建水，滇南不久便光复。河口督办押解五十万两饷银途经蒙自，被赵复祥截留三十万两归入蒙自道库，引起赵复祥部官兵发生抢银哗变。后来，赵复祥部官兵四散，仅范石生率一个排驻蒙自，未离开驻地。云南省派罗佩金到蒙自善后，范石生随罗佩金到云南省城，编入顾品珍部，升为上尉连长。

### 追随顾品珍

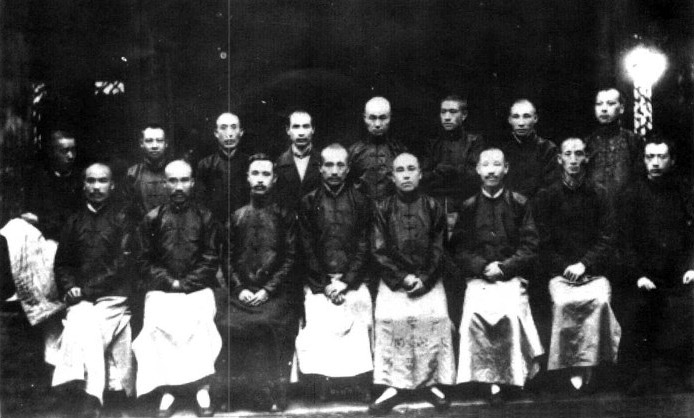
1918年，靖国军部分军官合影于四川泸州，前排左一金汉鼎、左二朱德、左三杨蓁、左四范石生、左六刘介眉、左七兰馥。

1915年袁世凯称帝。云南护国军讨袁。范石生当时正任顾品珍部的营长，被编入蔡锷所率的护国军第一军，进军四川。护国战争中，范石生立下战功而升为炮兵团团长。讨袁胜利后，护国军部队在成都改编，顾品珍部改为滇军第六师，范石生任该师参谋长。1920年，滇军为争夺四川而同川军开战，在一次军事会议上，范石生对顾品珍所制定的作战方案提出异议，顾品珍拒绝采纳，范石生称顾品珍“孺子不可教”，顾品珍十分生气，乃免去范石生职务，驱逐出滇军。范石生返回昆明后，便卸去军职。
不久，唐继尧任命范石生为少将参议，随邓泰中率领的第一纵队进入四川。滇军被川军击败，唐继尧撤销第一纵队编制，所部由昭通守备司令蒋光亮指挥。范石生回到昆明，途中获杨蓁的密信，约定倒唐，乃回到昭通，联络营长徐德、杨延培等人驱逐了团长周怀植，范石生直接掌握该部队，自称定滇军后备司令。顾品珍驱逐了唐继尧后，不满范石生，但范石生获金汉鼎、邓泰中等维护。顾品珍乃取消了范石生的司令称号，任命其为十六团团长。
1921年，唐继尧准备返回云南重夺大权。此时，顾品珍已被孙中山任命为北伐军滇军司令，范石生为北伐先遣司令，杨希闵、杨蓁、金汉鼎分别为一、二、三路司令，率部驻云南、贵州、广西边界，阻止唐继尧回云南。唐继尧部突然从广西进入云南，以土匪吴学显作为内应，内外夹击顾品珍，将顾品珍打死于天生关鹅毛寨，唐继尧重新控制云南。顾品珍逝世后，副总司令张开儒率领1万多人入贵州省盘县，致电孙中山称愿充当北伐前驱，并将部队分别编为5个旅，范石生任第八旅旅长，进军桂林。

### 追随孙中山

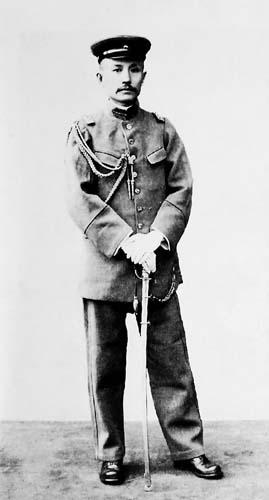
1923年冬，孙中山大元帅授范石生上将衔于广州。

1922年，陈炯明发动六一六事变，孙中山离开广州赴上海，号召讨逆。张开儒所率滇军抵达柳州后，内部产生分歧，部分人想留在广西，重新整军返云南倒唐，而张开儒、范石生则主张东下讨伐陈炯明，双方不断争论，因此部队停滞不前。孙中山派杜韩甫、刘德泽催促滇军尽快东下讨陈，杜韩甫因病未能前往，乃致信范石生。范石生收到来信后，即决心讨陈。滇军经范石生、张开儒坚持，并获多数同意，乃东下占领梧州。陈炯明被迫撤离，滇军随即收复广州，迎接孙中山回到广州。范石生因立下战功而升任直辖滇军第三师师长。
1923年，桂军司令沈鸿英投靠吴佩孚，率部进军广州，滇军奉孙中山的命令出击，迫沈鸿英退兵韶关。范石生因在此战中立功而升任直辖滇军第二军军长。1923年底，陈炯明反攻广州，陈炯明手下的洪兆麟部攻至广州安地石龙车站。孙中山亲临前线，防守石龙车站左翼大花桥一带的范石生部在范石生带领下击退陈炯明部。战后，孙中山为范石生亲笔题写“功在国家”四个字，并将一柄军刀赠与范石生。大本营授予范石生上将军衔。
1925年1月，陈炯明趁孙中山北上，發布動員令集結兵力組成「救粵軍」，派出三路军队进攻广州。唐继尧呼應其用兵，指派胡若愚、龙云率滇军三万多人进攻广西，又派四万人进攻广州，准备一举攻占两广地区，廣州政府將精銳軍力投入國民革命軍東征，與陳炯明指揮的救粵軍對決。1925年3月12日，孙中山逝世于北京。唐继尧随即通电在云南就任元帅。广州政府將范石生的建國滇軍第二軍作為“定滇军”發兵廣西省協助新桂系軍“援桂讨唐”。起初，范石生部在战争中不断取胜，但范石生军内发生兵变，前敌总指挥楊蓁被刺殺。定滇軍失去指揮官後軍心大亂，部隊潰散，残部撤入广西，获新桂系同情而驻扎平马。也由於范石生兵力遭受重損，因此未參與楊希閔的反廣東政府計畫，使該軍得以殘存。

### 从北伐到抵制清共
1926年国民革命军北伐前夕，國民政府所轄武力進行更名改編，范石生的建國滇軍第二军更名改编为國民革命軍第十六軍，成为駐留廣東省的北伐军总预备队。应范石生的要求，周恩来派出中国共产党党员赵贯一（赵薪传）、王振甲（王西平）、韦济光、夏崇先、马季唐、饶继昌、李静安、向镇弼等进入范石生部，成立了中国共产党的组织，组建了国民革命军第十六军政治部。1927年清党开始，范石生对此进行抵制，使中国共产党的组织在国民革命军第十六军中完好无损。
1927年7、8月间，第十六军奉命投入第二階段北伐，向北进至湖南郴州。8月南昌起义后，10月朱德率二千多人的残部进入湘粤赣边进行游击战争，不久便因不断战斗而仅剩约八百人。朱德得知第十六军范石生部驻湘南，便致信范石生；同时范石生也得知朱德率部正在附近活动，便派人寻找朱德。双方取得联系。1927年11月21日，朱德赴第十六军第四十七师师部驻地汝城，和范石生派出的代表曾曰唯谈判并达成协议：一、合作后，朱德部队的编制、组织不变，要走随走；二、南昌起义军改用十六军四十七师一四○团番号。朱德化名“王楷”，任四十七师副师长兼一四○团团长；三、按一个团的编制，先发一个月薪饷，并立即发放弹药和被服。
不久，范石生又委任朱德为第十六军总参议。在范石生部，朱德可以自由活动，进行政治宣传，并在附近地区组织赤卫队及农民自卫军，开展土地革命。
1928年初，范石生突接蒋中正命令：“已发觉在范军隐蔽着王楷其人，即系共匪朱德的化名，饬范立即解除其武装，将朱逮捕，解京正法。” 范石生乃通知朱德离开，赠给朱德数万元现洋及各类军需装备，并且让朱德带走了一个营的兵力。范石生还交给朱德一封信称：“孰能一之？ 不嗜杀人者能一之”，“为了避免部队遭受损失，你们还是要走大路，不要走小路”，“最后的胜利是你们的，现在我是爱莫能助。”此后，朱德率部赴湘南，后来到井冈山同毛泽东实现会师。

### 晚年

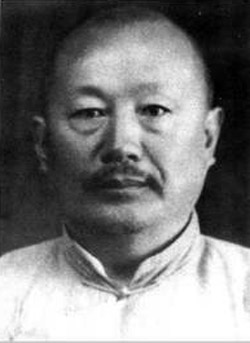
范石生于1939年3月14日在昆明留影

朱德离开第十六军之后，范石生即称病到广州休养。1929年初，第十六军被改编为第八路军第五师，范石生任师长，随后该师又改编为國民革命軍第51師。1929年底，51師移驻襄阳，范石生任师长兼襄樊警备司令。贺龙、周逸群率中国工农红军在创建了湘鄂西革命根据地后向四川、湖北交界区域发展，蒋中正命范石生率部前往参加围剿，范石生命第152旅派队尾随，不与中国工农红军接触，以应付蒋中正的命令。
1932年4月，中国共产党党员马曜赴湖北襄阳看望国民革命军第五十一师副营长、堂兄马健甫。在襄阳，马曜与第五十一师师长范石生见面，马曜还决定在范石生部策动襄阳兵变。后来，马曜的策反未能成功。1932年秋，马曜离开襄阳回上海，向中国共产党组织汇报了策反未能成功的情况。马曜离开襄阳不久，其策反工作暴露，范石生部的几位下级军官遭到杀害。
1932年，范石生辞职，1934年获准，被委任为国民政府军事参议院参议，闲居庐山。1937年七七事变后，范石生回昆明行医，不问政事。1939年3月17日下午，范石生乘坐黄包车外出行医，途中遭杨维骞、杨维襄兄弟枪击，范石生身中13枪，当场死亡。
案件发生后，杨维骞、杨维襄兄弟自首，声称是“子报父仇”。他们的父亲即杨蓁。1939年9月21日，昆明市地方法院作出判决，杨维骞杀人后自首，判处有期徒刑九年零五月，剥夺公权九年；杨维襄判处有期徒刑一年十一月，缓刑三年。1943年5月，国民政府对杨维骞实行特赦，杨维骞获释。